# Kalevala

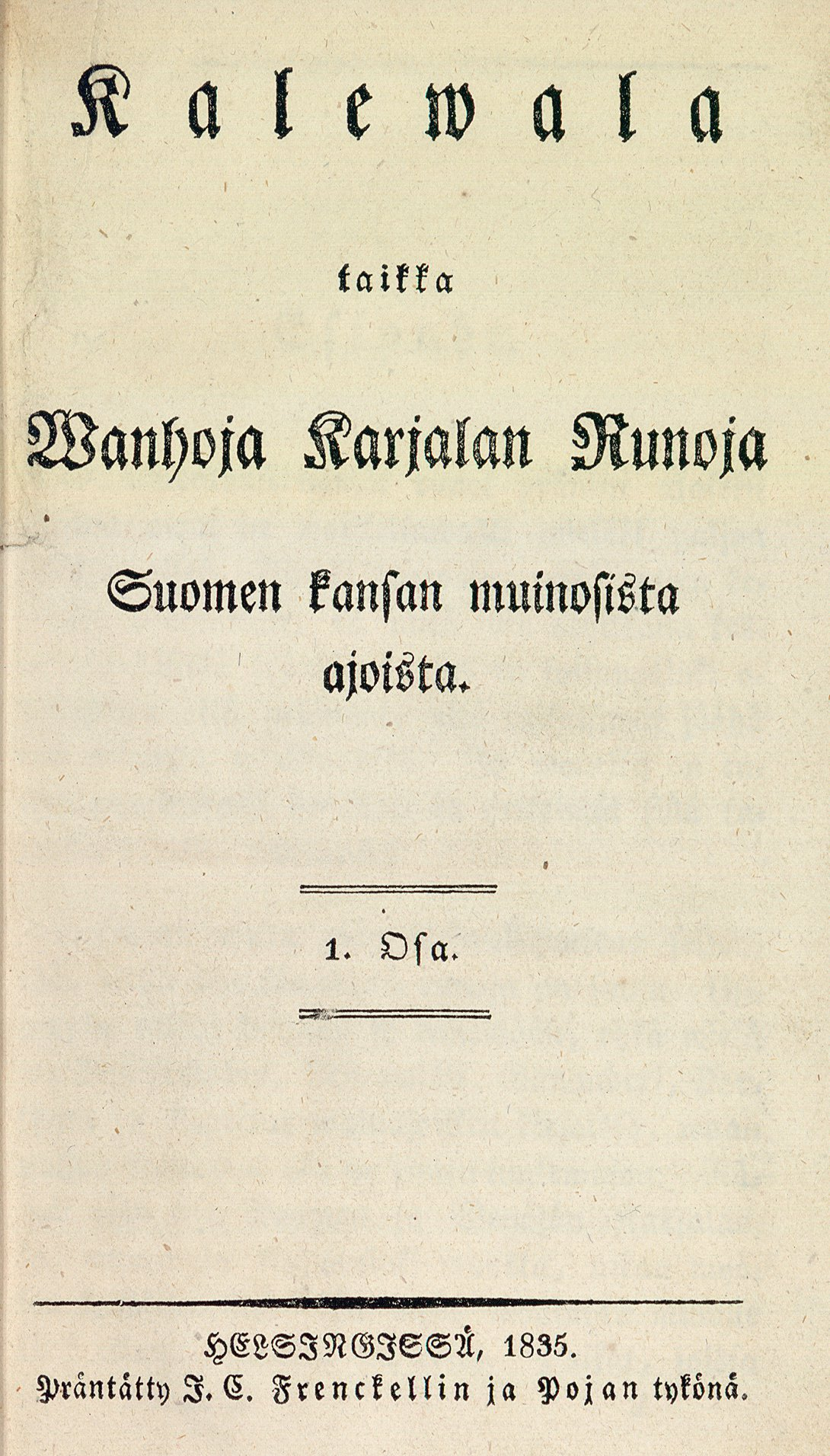

Kalevala este epopeea națională finlandeză, cea mai cunoscută culegere de poeme folclorice finlandeze, fiind tradusă în peste 40 de țări, între care și România. A fost alcătuită de medicul, folcloristul și filologul finlandez Elias Lönnrot. Străbătând Karelia, acesta a cules poemele transmise pe cale orală timp de mai multe secole, realizând apoi, în baza propriei sale viziuni poetice, Kalevala. Publicată pentru prima oară în 1835, cu aproape 23.000 de versete, Kalevala a devenit repede un simbol al naționalismului finlandez. Finlanda făcea la acea dată parte din Imperiul Rus, după ce făcuse înainte parte din Suedia (și controlul asupra acestei țări a fost schimbat între aceste state). Kalevala, reședința eroilor din poem, este un nume poetic pentru Finlanda, în traducere însemnând țara eroilor. Kalevala a fost prin urmare un factor important de afirmare a identității naționale finlandeze timpurii. Ea a avut un rol fundamental în închegarea și dezvoltarea sentimentului identității naționale, constituind o parte importantă a mișcării de trezire națională ce a culminat cu obținerea independenței față de Rusia în 1917.

## Scurt rezumat
Epopeea începe cu mitul de creare a lumii dintr-un ou de rață, continuă cu facerea pământului, a plantelor, animalelor și a cerului. Prin magie și conjurarea zeilor și eroilor, sau păcălire a lor, se învață meserii și se fac unelte. Așa este făurit talismanul Sampo, ce poate aduce bogăție oricui îl posedă, se construiește primul kntele, instrumentul tradițional finlandez ce se aseamană cu țambalul, sau se învață arta prelucrării metalelor. Ca toate epopeile lumii, cu care are similarități, Kalevala abundă în intrigi amoroase, umiliri și înșelaciuni, ucideri și salvări miraculoase. Elemente păgâne cum sunt vrăjile se îmbină cu mituri creștine, precum cel al Fecioarei Maria. Ea este simbolizată de tânara Marjatta, care naște un băiat după ce a mâncat o boabă de merișor, fructul care abundă în pădurile finlandeze. În ultimul cântec, fiul Marjattei iese victorios, alungându-l pe eroul șamanic Väinämoinen, personajul principal al epopeii. Astfel, simbolic, creștinismul îndepărtează păgânismul, așa cum s-a întâmplat în istoria Europei.
Epopeea este structurată în 50 de cânturi. Kalevala era un uriaș legendar, care avea doisprezece fii. Bărbații din țara sa pleacă spre ținutul de la miazănoapte spre a o peți pe frumoasa fecioară Pohiola, (în ortografia originală Pohjola), sortită a fi soția aceluia care va reuși să construiască o moară fermecată, dătătoare de belșug.
Bărbații finlandezi se vor lupta cu laponii, dușmanii lor din nord, precum și cu vrăjitoarea Louhi, mama feciorei Pohiola, pentru focul furat și pentru Soarele și Luna răpite și ascunse. Laponii vor fi înfrânți.
Faptele de vitejie ale unor eroi ca Väinämöinen, Ilmarinen și Lemminkäinen, lupta lor cu vrăjitoarea Louhi, Stăpâna Nordului, s-au păstrat sub formă de poveste. Väinämöinen este muzician și clarvăzător, cu origini supranaturale, Ilmarinen, fierarul care a făurit învelișul cerurilor, Lemminkäinen, războinicul aventurier și cuceritorul de femei, și Louhi, femeia care stăpânea un tărâm din N. Deși Kalevala prezintă elemente din perioada precreștină, pare să profețească dispariția vechilor religii.

## Versiunea în limba română
Scriitorul și istoricul de artă Barbu Brezianu a publicat prima traducere în limba română a epopeii în 1942, pe atunci membru al Asociației România - Finlanda, sub titlul Kalevala, țară de viteji, cu o prefață de Ion Marin Sadoveanu. De o calitate remarcabilă, traducerea a fost premiată de Comisia Națională de Cooperare Intelectuală, la recomandarea lui Alexandru Philippide. Ediția a doua a apărut în 1974, sub titlul Kalevala, cu o prefață de Șerban Cioculescu. În 1999 a apărut o ediție revizuită, prefațată de scriitorul și diplomatul finlandez Mikko Heikinheimo. Traducerea reușește să păstreze cu fidelitate particularitățile stilistice ale originalului.

## Sărbătoare națională finlandeză
În Finlanda, ziua de apariție a Kalevalei, 28 februarie, este sărbătoare națională, zi a culturii finlandeze și se arborează drapelul Finlandei pe toate clădirile publice.

## Influențe
Kalevala este studiată în grădinițe, școli și universități, și rămâne și azi o sursă de inspirație pentru artiști, de la pictori și arhitecți la poeți și bijutieri.
De asemenea, companii finlandeze au luat numele personajelor pozitive din Kalevala, precum Ilmarinen, Sampo, Lemminkäinen ori Pohjola.
În prezent, un profesor și-a propus să scrie o alternativă a Kalevalei reanalizând materialul original cules de Lönnroth și punând accentul pe aspectele șamanice în care credeau strămoșii, în special pe mitul ursului, stăpânul temut și venerat al nordului.